# 黒岩重治

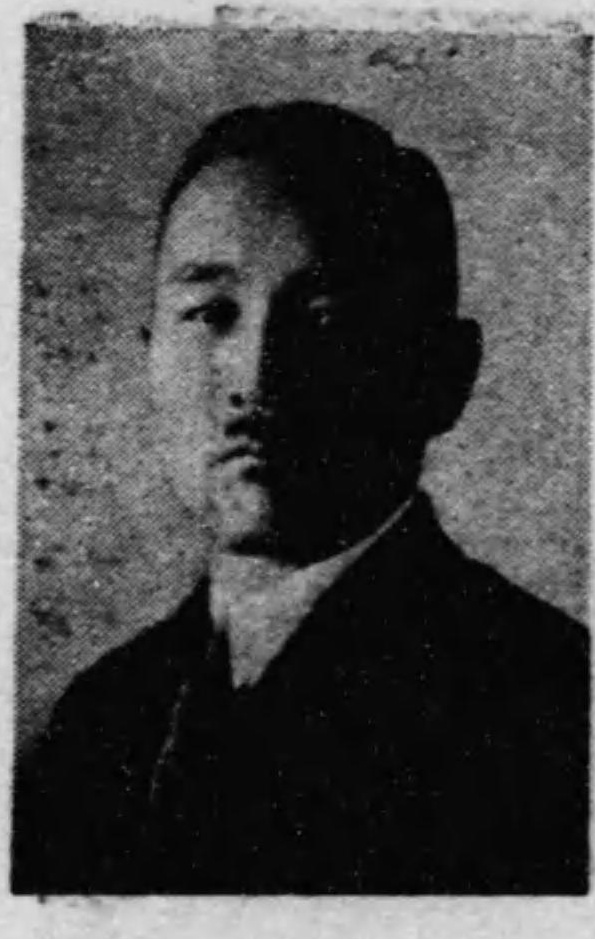
黒岩重治

黒岩 重治（くろいわ しげはる、1896年（明治29年）6月10日 - 1986年（昭和61年）4月24日）は、大正から昭和期の教育者、政治家。衆議院議員。

## 経歴
高知県香美郡東川村別役（香我美町を経て現香南市）で、黒岩兼太郎、加根の二男として生れた。1916年（大正5年）高知師範学校男子本科を卒業した。
安芸郡安田、香美郡岡ノ内、富家、片地、高知市第五の各尋常小学校訓導、川内、神谷、美良布の各尋常小学校長兼同高等小学校長、城山尋常小学校兼実業青年学校長、高知県視学、高知市立第二国民学校長、城北国民学校長などを歴任し、1947年（昭和22年）に退職した。
高知県教員組合連合委員長を務め、同組織の推薦を受けて、1947年（昭和22年）4月の第23回衆議院議員総選挙に高知県全県区から無所属で出馬して当選し、衆議院議員に1期在任した。二宮尊徳の報徳思想を信奉していた黒岩は、その理念に通じる国民協同党に入党し、衆議院文教委員、同図書館運営委員、皇室経済特別委員、選挙法改正特別委員などを務めた。GHQの権力下での国政の無力さを感じ、民主党に国民協同党が吸収される兆候を見て同党を離党し、次の第24回総選挙には立候補せず政界を引退した。
その他、高知県教員体育連盟顧問、同教育会理事、同教育委員会会長、少年保護司、高知教養新聞社長などを務め、晩年には要望を受けて私塾を開いて1955年（昭和30年）から1973年（昭和48年）まで知的障害児の教育を行った。

## 著作
- 『汀の足跡』黒岩先生の喜寿を祝う会、1974年。